# Petr Kazda
Petr Kazda (* 4. listopadu 1975) je český kickboxer ve váhové kategorii −81 a −86 kg, 4× mistr světa, 2× mistr Evropy a 3× mistr České republiky a medailer ,zlatník a trenér.

## Výkony a ocenění
- 2007, 2009, 2010 – Sportovec Turnova[2]
- 2008: Cena fair play 2008

Mistrovství Světa a Evropy 
- 2000: 2. a 3. místo MS WPKA
- 2001: 3. místo na M.ASIE
- 2001: 2. místo MS WPKA
- 2006: 1. místo ME WPKA
- 2007: 2. místo ME ISKA
- 2007: 3. místo MS WTKA
- 2008: 3. místo MS ISKA
- 2008: 2. místo MS WTKA
- 2009: 2. místo MS WPKA
- 2010: 1. místo MS ISKA
- 2011: 3. místo MS WKA
- 2011: 2. místo ME WKF
- 2012: 3. místo MS WKA
- 2013: 1. místo MS WKU
- 2014: 2× 2. místo MS WKU
- 2015: 3. místo MS WKU
- 2015: 2. místo MS WKA
- 2016: 2. místo MS WKU
- 2017: 2. a 3. místo MS WKU
- 2018: 2. a 3. místo MS WKU
- 2022: 2× 2. místo ME WMAC
- 2022: 1. místo MS WMAC
- 2022: 1 a 2. místo MS WKA
- 2023: 1. místo ME WKA
- 2023: 3. místo MS ISKA
- 2024: 2× 1.místo MS WKA
- MČR: 3× 1. místo (1995, 1999, 2000)

- 2× 1. místo Czech open
- 1. místo Slovak open
- 1. místo Germen open
- box
- 3. místo na MCR
- vítěz 1. ligy boxu BC OSA
- 2. místo v extralize BC OSA